# コスメ・サン・マルティン
コスメ・サン・マルティン（Cosme San Martín Lagunas、1849年9月27日 - 1906年4月1日）は、チリの画家。サンティアゴの国立美術学校(Academia de Pintura)の4代目の校長であり、最初のチリ生まれの校長になった。画家としては肖像画や歴史画などさまざまなジャンルの作品を描いた。

## 略歴
チリ中部のバルパライソで生まれた。15歳で、サンティアゴに移り、国立美術学校(Academia de Pintura)でアレサンドロ・チッカレリやエルンスト・キルヒバッハらに学び、同時期の学生にはペドロ・リラやオノフレ・ハルパがいる。
ヨーロッパ留学の奨学金の得られるコンクールで優勝し、1875年にパリに留学し、スペイン出身の画家、フアン・アントニオ・ゴンザレス(1842-1920)の工房などで、1873年からパリに留学していたペドロ・リラとともに学んだ 。パりでは、フランス芸術家協会の展覧会に作品を出展し、作品は1880年に批評家のレヴューで好意的に取り上げられた。
ヨーロッパで10年ほど活動して帰国した後、国立美術学校の副校長になり、1883年にイタリア生まれの画家フアン・モーキの後任として国立美術学校の校長に任じられた。イタリアやドイツ出身のチッカレリ、キルヒバッハ、モーキらの後を継いだ最初のチリ出身の校長となった。熱心な教師として知られ、1893年にはペドロ・リラが校長に選ばれるが、1900年まで教師として働いた。

## 作品

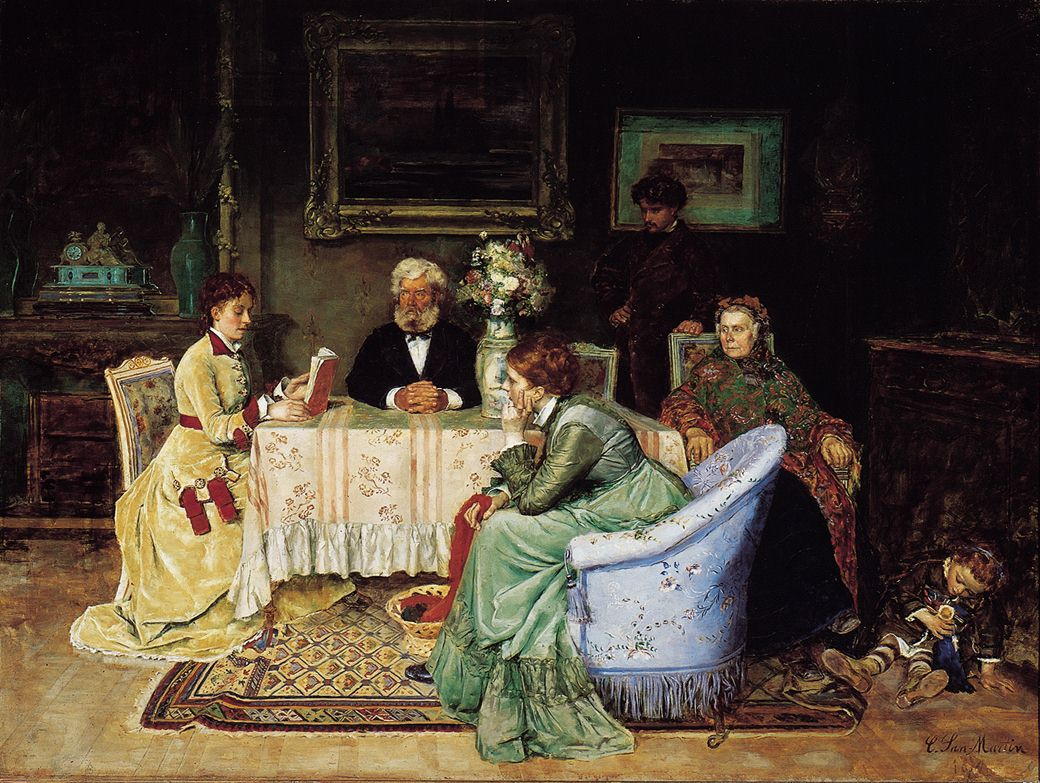
読書 (1874) チリ国立美術館蔵
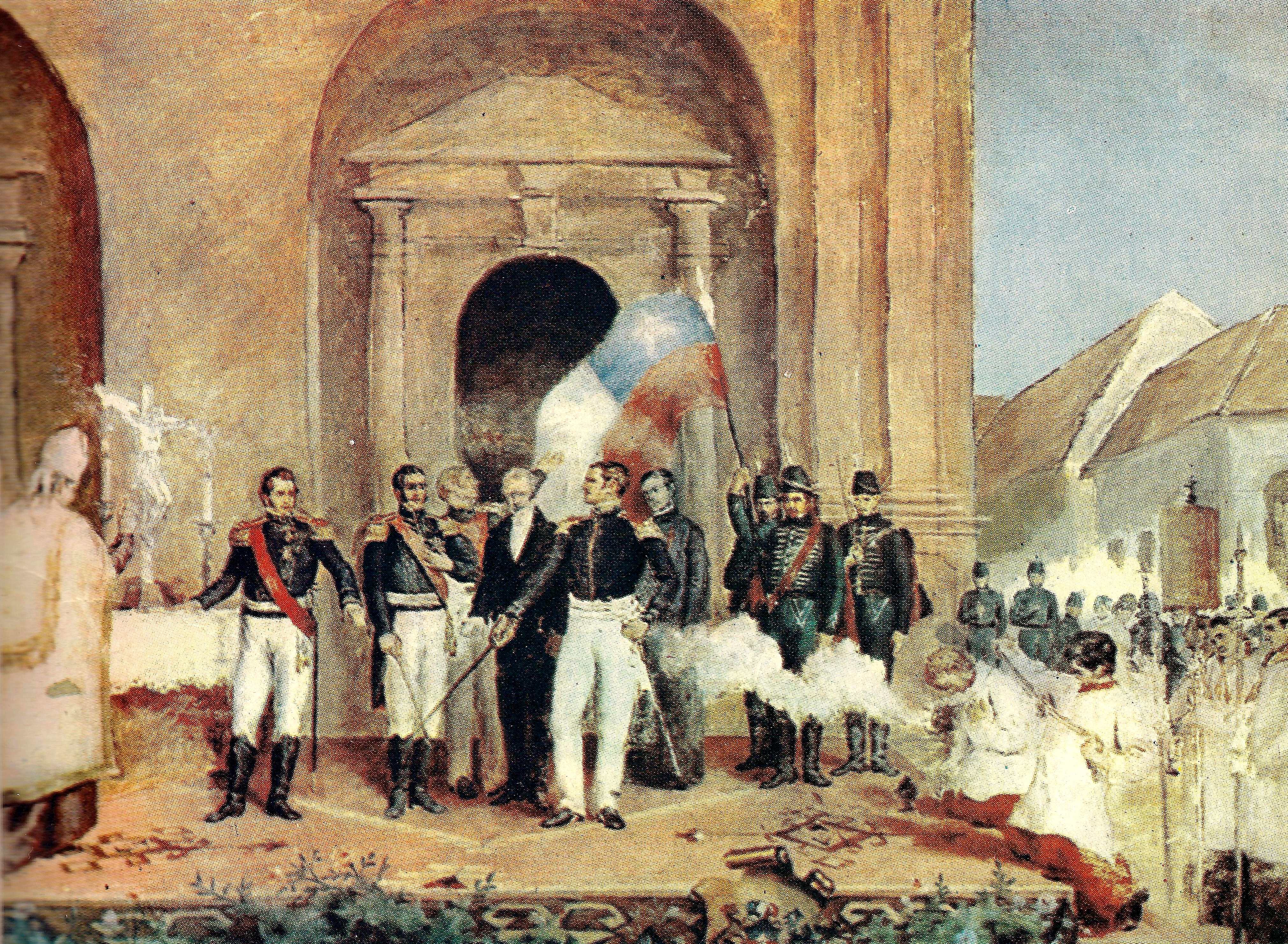
チリの独立宣言
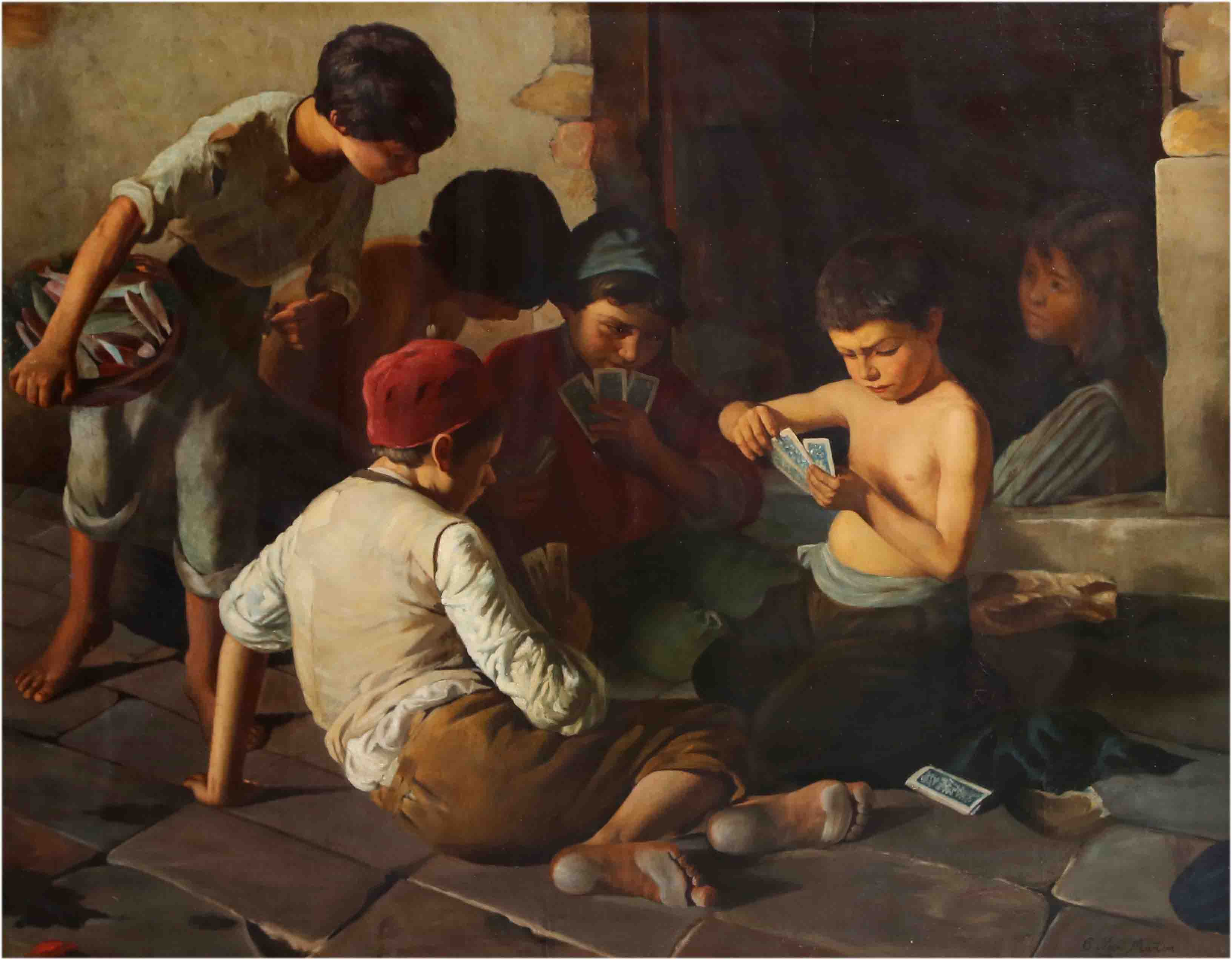
Brisca.（トランプ遊び）

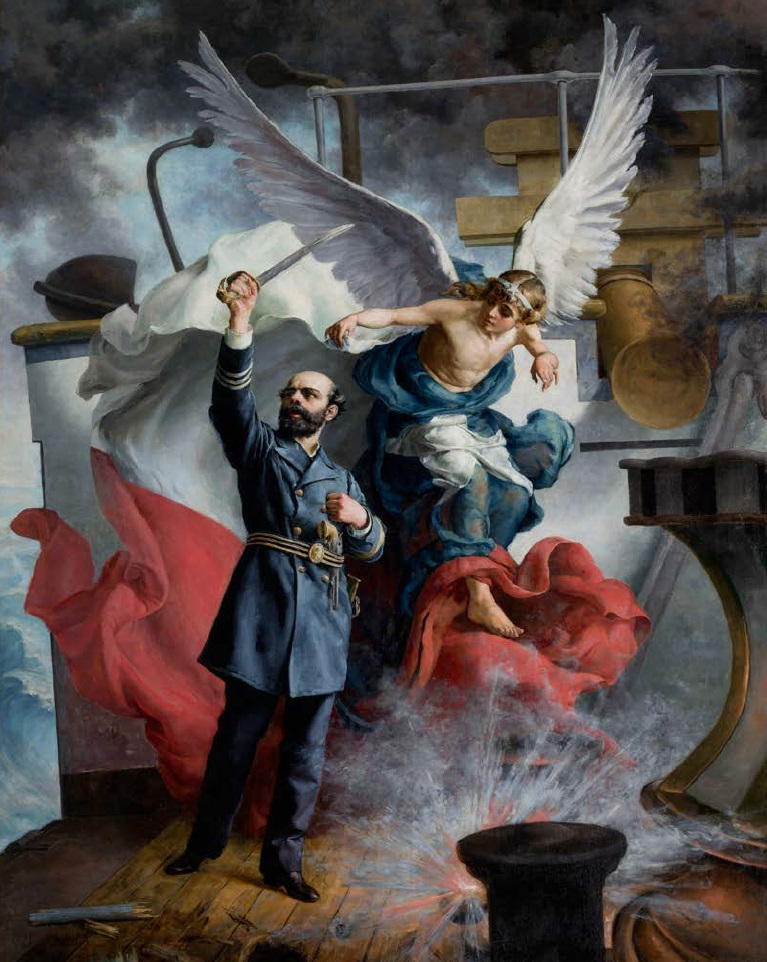
アルトゥーロ・プラット（チリ海軍の英雄）、(1883)
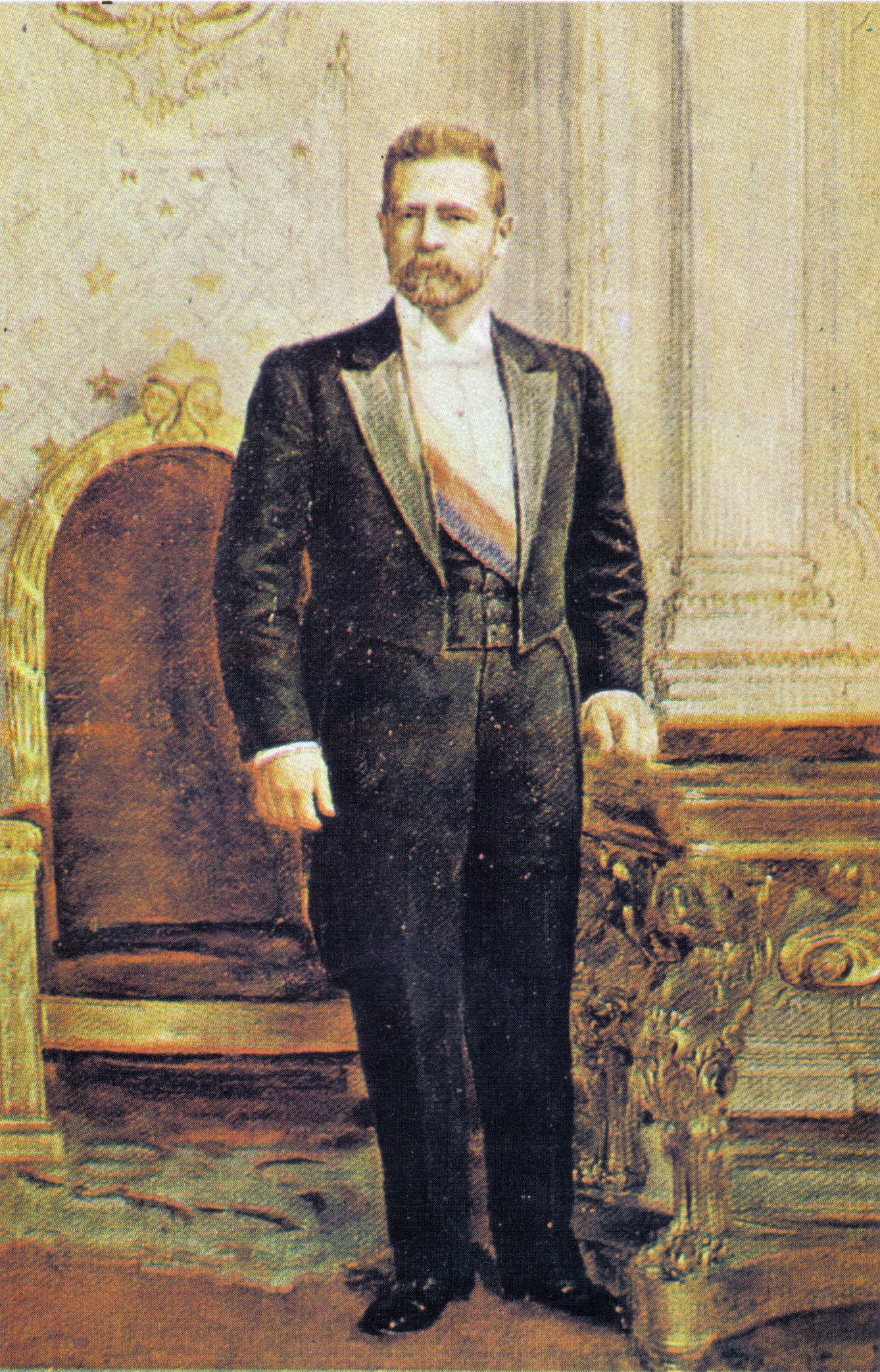
Germán Riesco（チリ大統領）
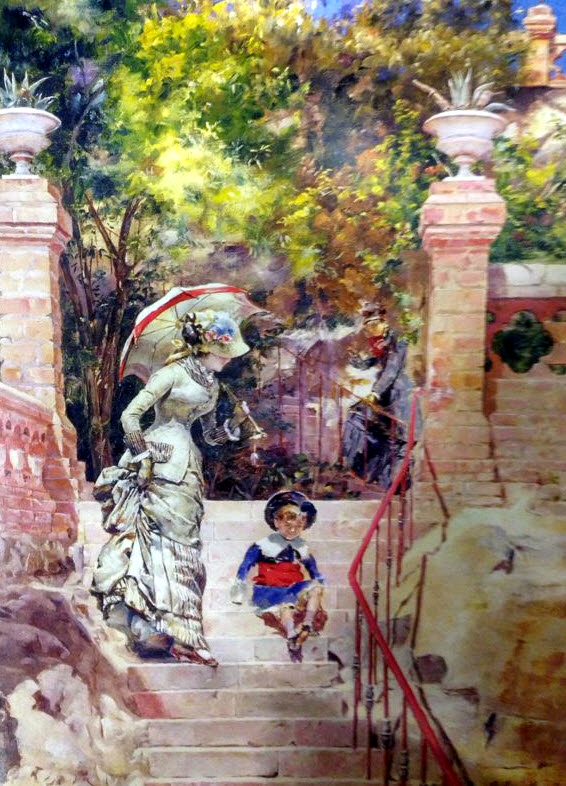
サンタ・ルシアの丘を降りる親子
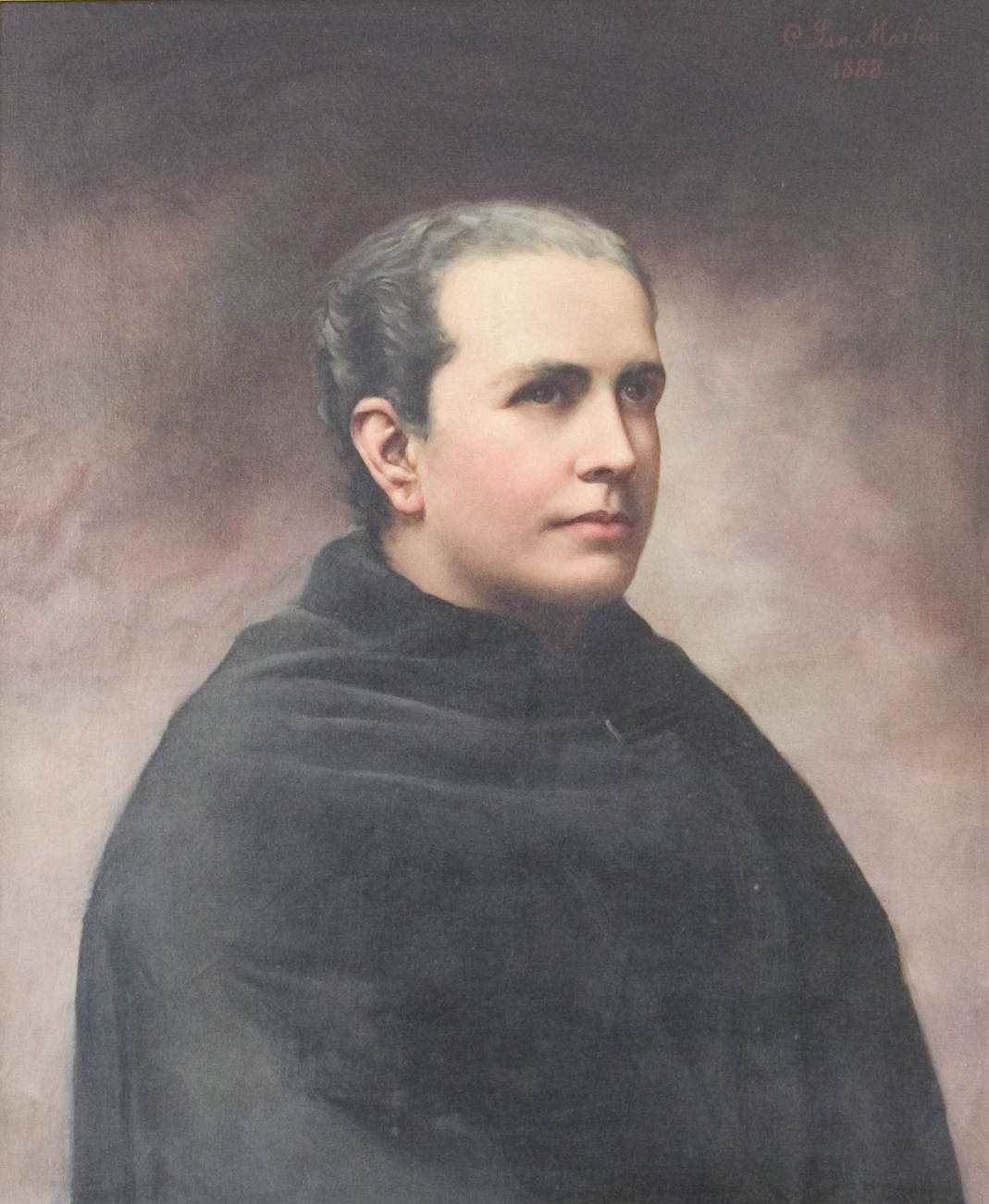
大統領夫人の肖像画